# Kopitareva gradina
Kopitareva Gradina es una plaza en Belgrado, y también la parte de la ciudad alrededor de la plaza en el municipio Stari grad.

## Localización
Kopitareva Gradina se encuentra en el este del municipio Stari grad y está acotada por las calles de George Washington, Hilandarska (parte izquireda), Safarikova, Djure Danicica, Jelene Cetkovic, Bulevar de despot Stefan y la plaza Kopitareva gradina. Los barrios vecinos son Jevremovac (al Este), Palilula (al sudeste), Trg republike (al Oeste) и Dorćol (al Norte).

## Historia
En el principio, esta parte de la ciudad se llamaba Mitropolitova basta, pero luego el nombre fue cambiado en Kopitareva Gradina, en honor de Jernej Kopitar, esloveno filólogo y asociado de Vuk Karadžić, estimado reformador de la lengua y letra serbia. Esta parte de la ciudad fue urbanizada en el periodo entre 1900. y 1914.

## Descripción
Kopitareva Gradina se destaca en Belgrado por sus características ambientales y arquitectónicas. El barrio fue urbanizado en el siglo XX y su aspecto no se ha cambiado de forma significativa hasta hoy. Lo caracterizan unas series de edificios residenciales bajos con patios que no dan a la calle. Edificios residenciales rodean la plaza verde y forman un conjunto ambiental tranquilo y equilibrado. En este ambiente, los edificios, además de tener un valor arquitectónico, también representan edificios memoriales de famosos científicos, literarios, artistas, arquitectos y mercantes. Antes de Првог светског рата fueron construidos: Jovan Cvijić, Ljuba Stojanović, Laza Lazarević, Milan Antonović, Panta Tadić, Petar Putnik, Cvetko Savčić, Golštajn, Aćim Marković, Materni. En el período entre dos Guerras Mundiales fueron construidos edificios de mayor altura: Atelje Petra Palavičinija, Casa de Olga Jovanović, Casa de Đorđe Radina, Casa de Andrija Marinković y otros. Después de Segunda Guerra Mundial siguieron con la construcción pero también con la renovación de los edificios existentes. Los estilos que dominan son clasicismo (con academicismo), presente en las obras del arquitecto Sreten Stojanović, y secesión, cuyo ejemplo son las obras de Milan Antonovic. La plaza está aislada de las calles principales y no tiene importancia para el tráfico. La casa memorial de Laza Lazarević se encuentra en Hilandarska 7, y el museo de Jovan Cvijic se encuentra en la calle de Jelena Cetkovic 5.
Como un conjunto histórico-cultural importante, Kopitareva Gradina fue proclamada el bien de interés cultural protegido por la ley el 27 de diciembre de 1968.
La estructura actual de Kopitareva Gradina da una imagen desigual del espacio como consecuencia de los actos de inevitables discrepancias históricas. La estructura del ambiente en sí misma es muy característica y es un típico ejemplo de la arquitectura residencial urbana en el desarrollo de Belgrado en la primera mitad de siglo XX, que se convirtió, con el paso del tiempo, en una excepción en la constitución urbana de los tiempos modernos.